# У
У (onderkast у) is een letter van het cyrillische alfabet en wordt gebruikt in het Russisch en Macedonisch. Het wordt uitgesproken als /u/ of /ʋ/. Deze letter kan verward worden met de Latijnse Y. De У is afgeleid van de Griekse letter Ypsilon.

## Weergave

### Unicode
De У en у zijn in 1993 toegevoegd aan de Unicode 1.0 karakterset.
In Unicode vindt men У onder het codepunt U+0423 (hex) en у onder U+0443.

### HTML
In HTML kan men voor У de code &Ucy; gebruiken, en voor у &ucy;.